# Tsar (film)
Pour les articles homonymes, voir Tsar (homonymie).
Pour plus de détails, voir Fiche technique et Distribution.
Tsar (russe : Царь) est un drame historique russe réalisé par Pavel Lounguine et sorti en 2009. Il a été sélectionné au Festival de Cannes 2009 dans la catégorie Un certain regard. Dans ce film, l'acteur russe Oleg Yankovski tient son dernier rôle.

## Synopsis
En 1565, Ivan le Terrible, tsar de Russie, sombre dans la paranoïa et voit des traîtres partout. Tandis que sa garde personnelle et son bourreau assassinent à loisir, le tyran prie pour échapper au Jugement dernier. Philippe de Moscou, le métropolite (chef de l'Église russe) choisi par ses soins, tente de le ramener vers le bien. À ses risques et périls.

## Fiche technique
- Photographie : Tom Stern
- Montage : Albina Antipenko
- Production : Pavel Lounguine et Olga Vasilieva
- Société de distribution : Rezo Films International
- Budget : 17 000 000 $
- Format : Scope - Dolby Digital SRD
- Langue : russe

## Distribution
- Piotr Mamonov : Ivan IV de Russie
- Oleg Yankovski : Philippe II de Moscou
- Alexsandre Domogarov : Aleksei Basmanov
- Aleksei Makarov : général Boutourline
- Ville Haapasalo : Heinrich von Staden
- Anastasia Dontsova : Macha
- Aleksandr Iline : Fedka Basmanov
- Ramilya Iskander : Maria Temrioukovna
- Aleksei Frandetti : Kai-Bulat
- Ivan Okhlobystine : Vassian
- Iouri Kouznetsov : Maliouta Skouratov